# Винс Джил
Винсент Грант Джил (на английски: Vincent Grant Gill) е американски кънтри, поп и R&B певец, композитор и текстописец.
Известен е в музикалните среди с богатата си самостоятелна блуграс и кънтри кариера, както и с участието си като фронтмен на кънтри групата „Pure Prairie League“. Изявите му като вокал и музикант го изграждат като търсен гост вокалист и дует партньор в множество концерти.

## Биография
Винс Джил е роден в Норман, Оклахома, САЩ, където баща му е бил адвокат и административен съдия. Свирейки в местна кънтри група на непълно работно време, бащата дава първите музикални напътствия на сина си, и го насърчава да преследва музикалната си кариера, да се научи да свири на банджо и китара, мандолина и цигулка.
Още в гимназията Винс Джил пее и свири блуграс в местната кънтри група „Mountain Smoke“, а след като завършва гимназия през 1975 г. се премества в Луисвил, Кентъки за да се присъедини към групата „Bluegrass Alliance“. По късно той прекарва кратък период от време в бандата на Ricky Skaggs „Boone Creek“ след което се премества в Лос Анджелис, за да се присъедини към групата „Sundance“ на Byron Berline.

## Кариера
Винс Джил дебютира на сцената с рок групата „Pure Prairie League“ през 1979 г. с което прави и певчески дебют в албума на групата „Can not Hold Back“ като вокалист на песента „Let Me Love You Tonight“. По това време Марк Нопфлър го кани да се присъедини към известната група Дайър Стрейтс, но Винс Джил отказва предложението.
Винс Джил напуска „Pure Prairie League“ през 1981 г. за да се присъедини към „Cherry Bombs“. Там той работи с Tony Brown, Emory Gordy Jr. и David Grisman и записва първият си блуграс албум. Подписвайки индивидуален договор с RCA Records той постига известен успех, като някой от синглите от този албум достигат до (U.S. Country Top 40). Въпреки това албумите му постигат само умерени продажби и през 1989 той подписва нов контракт с MCA Records.
Тук заедно с Tony Brown като продуцент той продава над един милион копия от неговия дебютен лейбъл от 1989 г. „When I Call Your Name“ от който няколко песни, включително заглавната песен са в класациите на САЩ „Top Ten / Top Twenty“ Този успех е последван от подобни успешни албуми като „Pocket Full of Gold“ (1991) чиято едноименна песен става в САЩ номер 1.
През 90-те години на миналия век Винс Джил продължава да прави много успешни албуми, като се възползва от виртуозното качество на своето електрическо и акустично китарно възпроизвеждане, чистия висок и солиден тенорен глас и отличното качество на композициите си. Според биографията му на Allmusic, Винс Джил е спечелил повече „CMA Awards“ награди, отколкото който и да е изпълнител в историята, като към 2018 г. Той е носител на 21 награди Грами, а този факт е потвърждение за успешната кариера на Винс Джил като кънтри изпълнител.

## Личен живот
Винс Джил се среща с изпълнителката на кънтри музика Джанис Оливър в Лос Анджелис през 1979 г., когато и двамата започват музикалните си кариери. Двамата се женят през 1980 г., а дъщерята им Дженифър се ражда през 1982 г. През 1983 г. двойката се премества в Нашвил където Винс Джил работи като китарист, пее и продължава да пише песни, докато кариерата на съпругата му достига известност. Двамата се развеждат през 1997 г.
През 1993 Винс Джил се запознава с Ейми Грант и я моли да участва в първия си телевизионен коледен празник. Така те сформират трайно приятелство като по късно и двамата разтрогват своите бракове. Винс Джил и Ейми Грант започват да се виждат публично няколко месеца по-късно, и през март 2000 г. те сключват брак. Заедно те имат една дъщеря, Корина. 

## Дискография

### Студийни албуми
- Turn Me Loose (1984)
- The Things That Matter (1985)
- The Way Back Home (1987)
- When I Call Your Name (1989)
- Pocket Full of Gold (1991)
- I Still Believe in You (1992)
- Let There Be Peace on Earth (1993)
- When Love Finds You (1994)
- Souvenirs (1995)
- High Lonesome Sound (1996)
- The Key (1998)
- Breath of Heaven: A Christmas Collection (1998)
- Let's Make Sure We Kiss Goodbye (2000)
- 'Tis the Season (with Olivia Newton-John) (2000)
- Next Big Thing (2003)
- These Days (2006)
- Guitar Slinger (2011)
- Bakersfield (2013)
- Down to My Last Bad Habit (2016)

## Признание и награди

### Academy of Country Music
- 1984 Top New Male Vocalist
- 1992 Song of the Yearwith John Barlow Jarvis – „I Still Believe in You“
- 1992 Top Male Vocalist
- 1993 Top Male Vocalist

### Country Music Association
- 1990 Single of the Year – „When I Call Your Name“
- 1991 Male Vocalist of the Year
- 1992 Male Vocalist of the Year
- 1992 Song of the Yearwith Max D. Barnes – „Look at Us“
- 1993 Album of the Year – „I Still Believe in You“
- 1993 Male Vocalist of the Year
- 1993 Song of the Yearwith John Barlow Jarvis – „I Still Believe in You“
- 1993 Entertainer of the Year
- 1994 Entertainer of the Year
- 1994 Male Vocalist of the Year
- 1995 Male Vocalist of the Year
- 1999 Vocal Event of the Yearwith Patty Loveless – „My Kind of Woman, My Kind of Man“
- 2014 Award of Excellence
- 2017 Humanitarian Award

### НаградиГрами
Винс Джил е спечелил 21 награди Грами от обшо 44 номинации.
- 1990 – Grammy Award for Best Male Country Vocal Performance – „When I Call Your Name“
- 1991 – Grammy Award for Best Country Collaboration with Vocals with Ricky Skaggs and Steve Wariner – „Restless“
- 1992 – Grammy Award for Best Country Songwith John Barlow Jarvis – „I Still Believe in You“
- 1992 – Grammy Award for Best Male Country Vocal Performance – „I Still Believe in You“
- 1993 – Grammy Award for Best Country Instrumental Performance with Asleep at the Wheel, Chet Atkins, Eldon Shamblin, Johnny Gimble, Marty Stuart, and Reuben „Lucky Oceans“ Gosfield – „Red Wing“
- 1994 – Grammy Award for Best Male Country Vocal Performance – „When Love Finds You“
- 1995 – Grammy Award for Best Country Song – „Go Rest High on That Mountain“
- 1995 – Grammy Award for Best Male Country Vocal Performance – „Go Rest High on That Mountain“
- 1996 – Grammy Award for Best Male Country Vocal Performance – „Worlds Apart“
- 1997 – Grammy Award for Best Country Instrumental Performance with Randy Scruggs – „A Soldier's Joy“
- 1997 – Grammy Award for Best Male Country Vocal Performance – „Pretty Little Adriana“
- 1998 – Grammy Award for Best Male Country Vocal Performance – „If You Ever Have Forever in Mind“
- 1999 – Grammy Award for Best Country Instrumental Performance with Tommy Allsup, Asleep at the Wheel, Floyd Domino, Larry Franklin, and Steve Wariner – „Bob's Breakdowns“
- 2001 – Grammy Award for Best Country Instrumental Performance with Jerry Douglas, Glen Duncan, Albert Lee, Steve Martin, Leon Russell, Earl Scruggs, Gary Scruggs, Randy Scruggs, Paul Shaffer and Marty Stuart – „Foggy Mountain Breakdown“
- 2002 – Grammy Award for Best Male Country Vocal Performance – „The Next Big Thing“
- 2006 – Grammy Award for Best Male Country Vocal Performance – „The Reason Why“
- 2007 – Grammy Award for Best Country Album – „These Days“
- 2008 – Grammy Award for Best Country Instrumental Performance with Brad Paisley, James Burton, John Jorgenson, Albert Lee, Brent Mason, Redd Volkaert and Steve Wariner – „Cluster Pluck“
- 2017 – Grammy Award for Best American Roots Song – „Kid Sister“

### Въвеждане в Залите на славата
- 2005 – Nashville Songwriters Hall of Fame
- 2007 – Country Music Hall of Fame
- 2012 – Hollywood Walk of Fame